# MaK 650 D
Unter der Bezeichnung MaK 650 D baute die Firma MaK ab 1958 vierachsige Dieselloks mit Stangenantrieb. Bis 1963 wurden insgesamt 21 Exemplare gebaut. Bei der Mak 650 D handelt es sich um eine Weiterentwicklung der MaK 600 D. Dabei wurden von Anfang an die längeren Fahrgestelle der letzten Bauserie der 600 D verwendet. Die Führerhäuser wurden mit Sonnenschutzdächern versehen.
Im deutschen Fahrzeugeinstellungsregister sind die MaK 650 D unter der Ordnungsnummer 3265.3 eingereiht.

## Technik
Die eingebauten Motoren vom Typ MaK MS301CK leisten 650 PS (479 kW) bei 750/min. Die Lokomotiven erreichen je nach Getriebebauart Geschwindigkeiten bis 80 km/h bei einer Dienstmasse von 52 bis 60 t. Der Tankinhalt beträgt 1500 Liter.
Die Achsen waren mit Beugniot-Hebeln verschiebbar angeordnet, wodurch eine bessere Bogenläufigkeit erreicht wurde.

## Einsatz

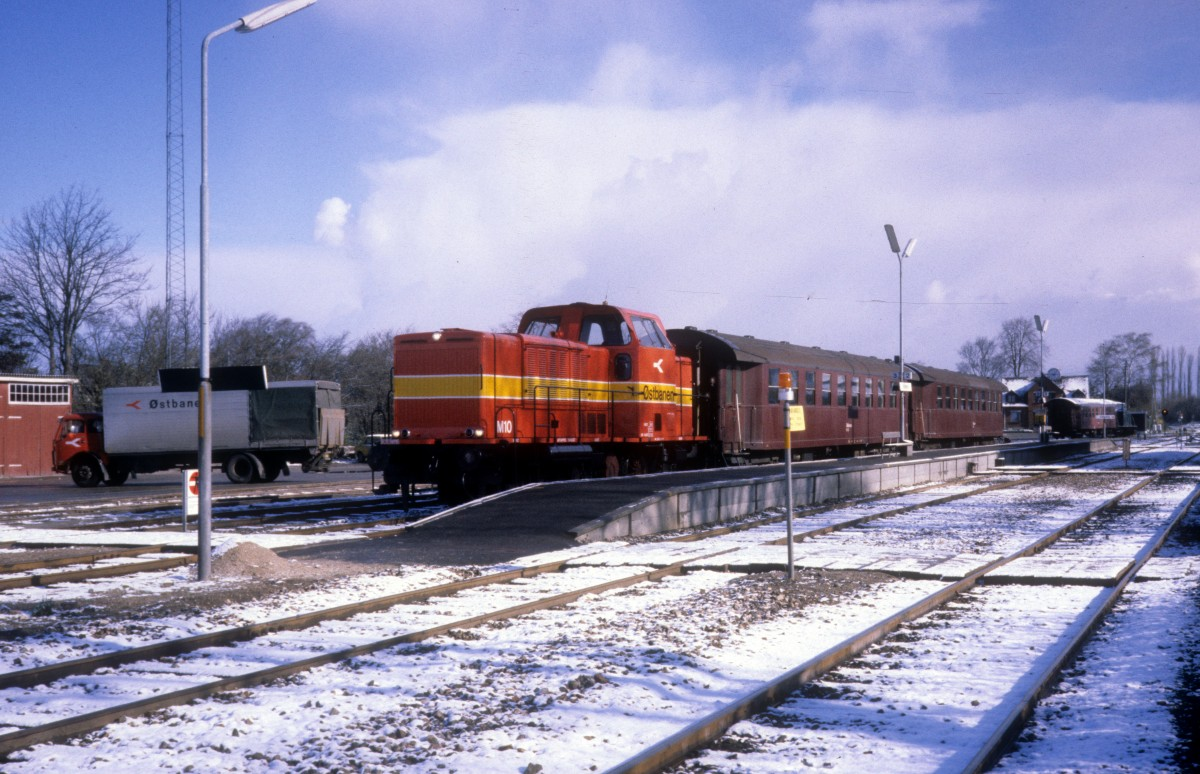
Østbanen M 10, 1981

Die erstgebauten acht Loks gingen an die Köln-Bonner Eisenbahnen. Drei Loks wurden an die Osthannoverschen Eisenbahnen geliefert. Weitere sieben Loks gingen an verschiedene Kunden in Deutschland, zwei nach Dänemark und eine in die Türkei. Fünf Lokomotiven fanden nach ihrem Einsatz in Deutschland über verschiedene Wege nach Italien. Vier Loks sind inzwischen verschrottet. Von drei weiteren ist der Verbleib unbekannt.
Die Lok mit der Fabriknummer 600157 ist seit 2012 im Historischen Lokschuppen Wittenberge zu sehen.
| Fabriknummer | Baujahr | Erster Eigentümer                                | Verbleib                                             | Fahrzeugregisternummer  | Anmerkungen                                                              |
| ------------ | ------- | ------------------------------------------------ | ---------------------------------------------------- | ----------------------- | ------------------------------------------------------------------------ |
| 600144       | 1958    | KBE „V 11“                                       | Costruzioni Linee Ferroviarie (I) „DD FMT BO 0376 M“ |                         |                                                                          |
| 600145       | 1958    | KBE „V 12“                                       | Cooperativa Lavori Ferroviari (I) „12“               |                         |                                                                          |
| 600146       | 1958    | KBE „V 13“                                       | 1982 verschrottet                                    |                         |                                                                          |
| 600147       | 1958    | KBE „V 14“                                       | Scala Virgilio & Figli S.p.A (I) „T 4047“            |                         | 1978: Preussische Elektrizitäts-AG „54“                                  |
| 600148       | 1958    | KBE „V 15“                                       | Hessencourrier „V 15“                                | 98 80 3265 301-2 D-HC   | 1984: HKB „V L4“; 98: MWB „V 651“                                        |
| 600149       | 1958    | KBE „V 16“                                       | unbekannt                                            |                         | zuletzt: Cooperativa Lavori Ferroviari (I) „13“                          |
| 600150       | 1958    | KBE „V 17“                                       | Rail-Service ApS (DK)                                |                         | 1978: Østbanen „M 10“                                                    |
| 600151       | 1958    | KBE „V 18“                                       | 2006 verschrottet                                    |                         | 1978: Preussische Elektrizitäts-AG „55“; ab 1983 verschiedene in Italien |
| 600152       | 1959    | Kleinbahn Neheim-Hüsten–Sundern „V 63“           | Nassauische Touristik-Bahn „V 2“                     |                         | 1978: RLE „D 63“; 1988: RVM „29“                                         |
| 600153       | 1959    | Hjørring Privatbaner „13“                        | Dansk Jernbane-Klub (DK)                             |                         |                                                                          |
| 600154       | 1959    | Tegernsee-Bahn „V 65-12“                         | BLV „V 65-12“                                        | 98 80 3265 303-8 D-BLV  | 1999: ESG „ESG 1“; 2007: SVG „V 65-12“                                   |
| 600155       | 1959    | OHE „60021“                                      | VGH „21“                                             | 98 80 3265 304-6 D-VGH  |                                                                          |
| 600156       | 1959    | Solvay, Werk Rheinberg „1“                       | Verbleib unbekannt                                   |                         | zuletzt: IPE Locomotori (I)                                              |
| 600157       | 1959    | OHE „60022“                                      | privat; Historischer Lokschuppen Wittenberge         | 98 80 3265 305-3 D-OHE  |                                                                          |
| 600158       | 1959    | OHE „60023“                                      | 2005 verschrottet                                    |                         |                                                                          |
| 600348       | 1960    | Hamburgische Electricitäts-Werke „Wedel 1“       | unbekannt                                            |                         | 1979: Midgard DSAG „1“, ab 1988 verschiedene in Italien                  |
| 600350       | 1961    | Solvay, Werk Rheinberg „2“                       | Costruzioni Linee Ferroviarie (I) „DD FMT BO 0254 C“ |                         | seit 1986 verschiedene in Italien                                        |
| 600412       | 1962    | Hillerød-Frederiksværk-Hundested Jernbane „M 11“ | 1993 verschrottet                                    |                         |                                                                          |
| 600413       | 1963    | VKS „36“                                         | Impresa O. Bambini (I) „T 1802“                      |                         |                                                                          |
| 600414       | 1965    | VWE „5“                                          | BLV (Ersatzteilspender)                              |                         | 1977: BHE „281“, 1993: EVB „281“, 2016: SVG (Ersatzteilspender)          |
| 600415       | 1962    | ILM „V 65-02“                                    | Museumsbahn Bremerhaven-Bederkesa „V 65 02“          | 98 80 3265 307-9 D-MBBB | 1996: Eisenbahnfreunde Einbeck „02“, VBV, 2003: DRE „107 02“             |
| 600467       | 1963    | Eregli Kömurleri Isletmesi (TR) „TK I“           |                                                      |                         |                                                                          |